# Kecamatan Wadaslintang
Kecamatan Wadaslintang är ett distrikt i Indonesien.   Det ligger i provinsen Jawa Tengah, i den västra delen av landet, 400 km öster om huvudstaden Jakarta. Kecamatan Wadaslintang ligger vid sjön Waduk Wadaslintang.